# Jack de Gier
Jack de Gier (Schijndel, 6 agosto 1968) è un allenatore di calcio ed ex calciatore olandese, di ruolo attaccante.

## Palmarès

### Giocatore

#### Competizioni nazionali
- Eerste Divisie: 1

Cambuur: 1991-1992